# 罗曼·贡秋克
罗曼·贡秋克（Roman Gontiuk，1984年2月2日—）是一名乌克兰男子柔道运动员。他曾参加2004年、2008年和2012年三届奥运，其中前两届奥运各收获一枚银牌和一枚铜牌，2012年奥运担任乌克兰代表团开幕式旗手。